# Millerina hudsoni
Millerina hudsoni är en tvåvingeart som beskrevs av Malloch 1925. Millerina hudsoni ingår i släktet Millerina och familjen svampmyggor. Inga underarter finns listade i Catalogue of Life.